# Грос-Вентр
Грос-Вентр (англ. Gros Ventre River) — река в штате Вайоминг, США. Левый приток реки Снейк, которая, в свою очередь, является притоком реки Колумбия. Длина составляет 120,1 км. Впадает в Снейк в долине Джексон-Хоул.
В 1925 году крупный оползень перегородил реку, создав естественную запруду, в результате чего образовалось озеро Лоуэр-Слайд. В 1927 году дамбу прорвало, что привело к наводнениям в городке Келли, расположенном ниже по течению. Грос-Вентр известна отличной ловлей форели.